# 巴士拉戰役 (1987年)
巴士拉戰役，又稱卡爾巴拉5號作戰，是伊朗为夺取伊拉克港口城市巴士拉而于1987年初发起的一次进攻行动。巴士拉戰役是兩伊戰爭期間規模最大的一场战役，也是伊朗最后一次大规模攻势。不過最終伊朗未能佔領巴士拉。 